# Pasiphaea marisrubri
Pasiphaea marisrubri is een garnalensoort uit de familie van de Pasiphaeidae. De wetenschappelijke naam van de soort is voor het eerst geldig gepubliceerd in 1989 door Iwasaki.